# MSV Neuruppin
Der MSV Neuruppin (Märkischer Sportverein 1919 Neuruppin e. V.) ist ein Sportverein aus Neuruppin in Nord-Brandenburg. Die Vereinsfarben sind Blau und Weiß.

## Geschichte
Der MSV 1919 Neuruppin wurde am 1. Juli 1919 gegründet. Nach Ende des Zweiten Weltkrieges und während der DDR-Zeit unterzog sich der Verein zahlreichen Namensänderungen. So spielte er als ZSG Neuruppin, Nordwest Neuruppin, Mitte Neuruppin, Konsum Neuruppin, Empor Neuruppin und Electronic Neuruppin. Nach der Wende 1989 folgte am 16. Juli 1990 zunächst eine Umbenennung in TuS Neuruppin, ehe man am 4. November 1991 wieder den ursprünglichen Gründungsnamen MSV 1919 Neuruppin annahm.
Am 27. Juni 2007 meldete der MSV Neuruppin Insolvenz an.
Am 19. März 2009 wurde der ehemalige Geschäftsführer der kommunalen Stadtwerke Neuruppin und MSV-Vizepräsident Dietmar Lenz mit dem Vorwurf, mehr als 500.000 Euro am Aufsichtsrat vorbei zur Unterstützung des MSV Neuruppin ausgegeben zu haben, wegen schwerer Untreue und Vorteilsannahme zu einer Freiheitsstrafe von zwei Jahren auf Bewährung verurteilt. Ende 2009 starb er durch Suizid.
Der Verein hat heute ca. 700 Mitglieder. Neben der Fußballabteilung gibt es noch weitere Abteilungen: Volleyball, Tischtennis, Behindertensport, Leichtathletik, Boxen, Billard, Schwimmen, Gymnastik, Turnen.

## Fußball
Im DDR-Fußball agierte der Verein ab 1949/50 in der Landesklasse Brandenburg und ab 1952/53 hauptsächlich in der drittklassigen Bezirksliga Potsdam und der darunterliegenden Bezirksklasse. Die größten Erfolge in jener Zeit waren der Staffelsieg in der Bezirksliga Potsdam 1980 und der Gewinn des Bezirkspokals Potsdam im selben Jahr, womit sich die Neuruppiner für die folgende Teilnahme am FDGB-Pokal qualifizierten, bei der man in der 1. Runde gegen die BSG Chemie PCK Schwedt mit 0:3 verlor. Unterstützt wurde die Mannschaft immer wieder durch Fußballer der in der Nähe stationierten Sowjetarmee.
Die Saison 1990/91, die letzte vor Eingliederung in den gesamtdeutschen Spielbetrieb, beendete  TuS Neuruppin als Letztplatzierter der neu formierten Landesliga Brandenburg (in dieser Saison dritthöchste Spielklasse). Darauf folgten neun Jahre in unteren Brandenburgischen Ligen, bevor zum Abschluss der Saison 1999/2000 der Aufstieg in die Verbandsliga Brandenburg gefeiert werden konnte. Da in der Folgesaison auch die Verbandsliga gewonnen wurde, gelang der direkte Durchmarsch in die Oberliga.
Von 2001 bis 2007 spielte der MSV Neuruppin ununterbrochen in der Oberliga Nordost (Staffel Nord) und erreichte dabei zweimal Platz acht, einmal Platz sieben und 2004/05 Platz zwei. Durch diesen zweiten Platz und den gleichzeitigen Verzicht des Tabellenersten, dem F.C. Hansa Rostock II, durfte der MSV Neuruppin an den zwei Relegationsspielen um den Aufstieg in die Regionalliga Nord teilnehmen. Hier unterlag man jedoch dem FC Carl Zeiss Jena mit 0:2 und 1:2.
In der gleichen Saison sicherte sich der MSV den Brandenburgischen Landespokal durch ein 2:1-Finalsieg gegen den SV Babelsberg 03, womit Neuruppin die Qualifikation für den DFB-Pokal der Saison 2005/06 schaffte. In der ersten Runde des DFB-Pokals am 21. August 2005 wurde dem MSV der FC Bayern München zugelost. Wegen des zu erwartenden großen Zuschauerinteresses an der ersten Pokalteilnahme der Neuruppiner fand die Partie im Olympiastadion Berlin statt. Neuruppin verlor die Partie vor 33.200 Zuschauern mit 0:4 (0:1). Trainer der Neuruppiner war der ehemalige Bundesligaprofi Christian Schreier (331 Bundesligaspiele).
In der Saison 2005/06 belegte Neuruppin hinter Regionalligarückkehrer 1. FC Union Berlin den zweiten Platz. Die Saison 2006/07 schloss die Mannschaft mit dem vorletzten Platz in der Staffel Nord ab. Obwohl sie nach erfolgreicher Relegation (gegen den FC Carl Zeiss Jena II) die Möglichkeit gehabt hätte, weiter in der Oberliga zu spielen, zog der Verein seine Mannschaft aus finanziellen Gründen zurück. Der Spielbetrieb in der Brandenburgliga wurde dem MSV aufgrund nicht erfolgter fristgemäßer Meldung entzogen. Erst nach einem Urteil des Landgerichtes Cottbus wurde dem MSV das Startrecht zugesprochen. Da das Insolvenzverfahren jedoch schon kurz vor der Eröffnung stand, nahm der Verein das Spielrecht nur auf dem Papier wahr, stand vor dem Punktspielstart als erster Absteiger fest und spielte als MSV Neuruppin II in der Landesliga Brandenburg. Nach dem formellen Abstieg der Mannschaft aus der Brandenburgliga spielte der MSV ab 2007/08 mit seiner ersten Mannschaft in der Landesliga Brandenburg. Die 2. Mannschaft wurde in die Kreisliga zurückgezogen. Nach einer starken Rückrunde in der Spielzeit 2008/09 stieg der MSV wieder in die Brandenburgliga auf. Der Vorsprung auf einem Nichtaufstiegsplatz betrug 13 Punkte. Verstärkt mit vier Neuzugängen, sicherte sich die Mannschaft in der Saison 2009/10, den 8. Platz der Brandenburg-Liga und holte in dieser Saison mit der 2. Mannschaft den Kreispokal 2010 des Landkreises Ostprignitz-Ruppin. In den folgenden Jahren etablierte sich die Mannschaft in der Spitze der Brandenburgliga und verpasste den Aufstieg dreimal nur knapp als Vizemeister.
Nach dem vorzeitigen Abbruch der Brandenburg-Liga 2020/21, aufgrund der Corona-Pandemie, wurde eine Quotientenregelung zur Ermittlung der Abschlussplatzierungen angewandt. Nach dieser Regelung hatte der MSV mit 2,28 einen besseren Quotienten vor dem Zweitplatzierten 1. FC Frankfurt (2,12). Dies ermöglichte dem Märkischer SV 1919 Neuruppin den erneuten Aufstieg in die Oberliga Nordost. In der Saison 2022/23 musste der MSV Neuruppin aus der Oberliga absteigen.

## Sportlicher Verlauf
| Ligabilanz seit 1950                   |                                         |       |       |             |
| Saison                                 | Liga                                    | Platz | Tore  | Punkte      |
| 1950/51                                | Landesklasse Brandenburg                | 09.   | 66:80 | 25:27       |
| 1951/52                                | Landesklasse Brandenburg                | 13.   | 43:73 | 12:40       |
| 1952/53                                | Bezirksliga Potsdam                     | 08.   | 49:69 | 16:28       |
| 1953/54                                | Bezirksliga Potsdam                     | 07.   | 53:45 | 22:22       |
| 1954/55                                | Bezirksliga Potsdam ▼                   | 11.   | 47:75 | 17:27       |
| 1955                                   | Bezirksklasse Potsdam (Staffel C)       | 03.   | 31:17 | 13:9        |
| 1956                                   | Bezirksklasse Potsdam (Staffel C)       | 01.   | 63:26 | 33:11       |
| 1957                                   | Bezirksklasse Potsdam (Staffel A) ▲     | 01.   | 82:27 | 35:13       |
| 1958                                   | Bezirksliga Potsdam                     | 07.   | 50:52 | 24:24       |
| 1959                                   | Bezirksliga Potsdam                     | 08.   | 38:48 | 23:29       |
| 1960                                   | Bezirksliga Potsdam                     | 13.   | 39:60 | 18:34       |
| 1961/62                                | Bezirksliga Potsdam (Staffel Nord)      | 06.   | 89:79 | 33:33       |
| 1962/63                                | Bezirksliga Potsdam (Staffel Nord) ▼    | 10.   | 35:51 | 14:26       |
| 1963/64                                | Bezirksklasse Potsdam (Staffel C)       | 02.   | 44:32 | 27:17       |
| 1964/65                                | Bezirksklasse Potsdam (Staffel C)       | 03.   | 64:46 | 32:16       |
| 1965/66                                | Bezirksklasse Potsdam (Staffel C) ▲     | 01.   | 70:38 | 36:8        |
| 1966/67                                | Bezirksliga Potsdam                     | 13.   | 38:88 | 14:46       |
| 1967/68                                | Bezirksliga Potsdam                     | 12.   | 46:63 | 26:34       |
| 1968/69                                | Bezirksliga Potsdam                     | 10.   | 45:67 | 25:35       |
| 1969/70                                | Bezirksliga Potsdam                     | 10.   | 39:51 | 24:36       |
| 1970/71                                | Bezirksliga Potsdam                     | 09.   | 39:52 | 26:34       |
| 1971/72                                | Bezirksliga Potsdam                     | 11.   | 42:51 | 26:34       |
| 1972/73                                | Bezirksliga Potsdam                     | 11.   | 36:54 | 25:35       |
| 1973/74                                | Bezirksliga Potsdam                     | 10.   | 43:57 | 26:34       |
| 1974/75                                | Bezirksliga Potsdam (Staffel Nord)      | 07.   | 55:44 | 31:25       |
| 1975/76                                | Bezirksliga Potsdam (Staffel Nord)      | 04.   | 57:41 | 34:22       |
| 1976/77                                | Bezirksliga Potsdam (Staffel Nord)      | 05.   | 60:31 | 33:19       |
| 1977/78                                | Bezirksliga Potsdam (Staffel Nord)      | 02.   | 84:33 | 40:12       |
| 1978/79                                | Bezirksliga Potsdam (Staffel Nord)      | 03.   | 70:25 | 41:11       |
| 1979/80                                | Bezirksliga Potsdam (Staffel Nord)      | 01.   | 68:20 | 40:12       |
| 1980/81                                | Bezirksliga Potsdam (Staffel Nord)      | 02.   | 73:23 | 39:13       |
| 1981/82                                | Bezirksliga Potsdam (Staffel Nord)      | 03.   | 49:40 | 32:20       |
| 1982/83                                | Bezirksliga Potsdam (Staffel Nord)      | 03.   | 55:36 | 32:20       |
| 1983/84                                | Bezirksliga Potsdam (Staffel Nord)      | 03.   | 55:34 | 34:18       |
| 1984/85                                | Bezirksliga Potsdam                     | 07.   | 51:50 | 37:31       |
| 1985/86                                | Bezirksliga Potsdam                     | 11.   | 51:56 | 23:37       |
| 1986/87                                | Bezirksliga Potsdam                     | 11.   | 40:57 | 26:34       |
| 1987/88                                | Bezirksliga Potsdam                     | 08.   | 34:52 | 28:32       |
| 1988/89                                | Bezirksliga Potsdam                     | 13.   | 34:52 | 21:39       |
| 1989/90                                | Bezirksliga Potsdam                     | 04.   | 46:36 | 36:24       |
| 1990/91                                | Landesliga Brandenburg ▼                | 13.   | 21:62 | 08:40       |
| 1991/92                                | Bezirksliga Potsdam                     | 10.   | 63:62 | 29:35       |
| 1992/93                                | Landesliga Brandenburg (Staffel Nord)   | 07.   | 54:40 | 41:27       |
| 1993/94                                | Landesliga Brandenburg (Staffel Nord)   | 13.   | 39:42 | 29:39       |
| 1994/95                                | Landesliga Brandenburg (Staffel Nord)   | 04.   | 37:27 | 33:27       |
| 1995/96                                | Landesliga Brandenburg (Staffel Nord)   | 02.   | 49:30 | 58          |
| 1996/97                                | Landesliga Brandenburg (Staffel Nord)   | 08.   | 44:40 | 44          |
| 1997/98                                | Landesliga Brandenburg (Staffel Nord)   | 10.   | 32:36 | 40          |
| 1998/99                                | Landesliga Brandenburg (Staffel Nord)   | 03.   | 71:38 | 58          |
| 1999/00                                | Landesliga Brandenburg (Staffel Nord) ▲ | 01.   | 72:7  | 48          |
| 2000/01                                | Verbandsliga Brandenburg ▲              | 01.   | 84:29 | 68          |
| 2001/02                                | Oberliga Nordost (Staffel Nord)         | 09.   | 45:49 | 39          |
| 2002/03                                | Oberliga Nordost (Staffel Nord)         | 07.   | 55:60 | 52          |
| 2003/04                                | Oberliga Nordost (Staffel Nord)         | 08.   | 55:55 | 48          |
| 2004/05                                | Oberliga Nordost (Staffel Nord)         | 02.   | 68:23 | 69          |
| 2005/06                                | Oberliga Nordost (Staffel Nord)         | 02.   | 61:21 | 64          |
| 2006/07                                | Oberliga Nordost (Staffel Nord) ▼       | 15.   | 20:47 | 20          |
| 2007/08                                | Brandenburg-Liga ▼                      | 17.   | 0:0   | 0           |
| 2008/09                                | Landesliga Brandenburg (Staffel Nord) ▲ | 01.   | 97:32 | 74          |
| 2009/10                                | Brandenburg-Liga                        | 08.   | 51:42 | 43          |
| 2010/11                                | Brandenburg-Liga                        | 05.   | 47:33 | 42          |
| 2011/12                                | Brandenburg-Liga                        | 04.   | 53:32 | 57          |
| 2012/13                                | Brandenburg-Liga                        | 02.   | 53:43 | 57          |
| 2013/14                                | Brandenburg-Liga                        | 07.   | 53:40 | 46          |
| 2014/15                                | Brandenburg-Liga                        | 04.   | 56:28 | 57          |
| 2015/16                                | Brandenburg-Liga                        | 03.   | 61:38 | 54          |
| 2016/17                                | Brandenburg-Liga                        | 06.   | 58:52 | 48          |
| 2017/18                                | Brandenburg-Liga                        | 04.   | 81:49 | 52          |
| 2018/19                                | Brandenburg-Liga                        | 02.   | 74:37 | 60          |
| 2019/20                                | Brandenburg-Liga                        | 02.   | 40:25 | 34 (⌀ 1,89) |
| 2020/21                                | Brandenburg-Liga ▲                      | 01.   | 19:12 | 17 (⌀ 2,28) |
| 2021/22                                | Oberliga Nordost (Staffel Nord)         | 15.   | 35:63 | 28          |
| 2022/23                                | Oberliga Nordost (Staffel Nord) ▼       | 14.   | 43:57 | 32          |
| 2023/24                                | Brandenburg-Liga                        | 03.   | 79:49 | 61          |
| Legende: aufgestiegen ---- abgestiegen |                                         |       |       |             |

### Ligazugehörigkeit
| Ligenübersicht DFV | Ligenübersicht DFV       | Ligenübersicht DFV        |
| ------------------ | ------------------------ | ------------------------- |
| 1950–1952          | Landesklasse Brandenburg | 3. Liga                   |
| 1952–1955          | Bezirksliga Potsdam      | 3. Liga                   |
| 1955–1957          | Bezirksklasse Potsdam    | 5. Liga                   |
| 1957–1963          | Bezirksliga Potsdam      | 4. Liga                   |
| 1963–1966          | Bezirksklasse Potsdam    | 5. Liga/4. Liga (ab 1963) |
| 1966–1990          | Bezirksliga Potsdam      | 3. Liga                   |
| 1990–1991          | Landesliga Brandenburg   | 3. Liga                   |

| Ligenübersicht DFB | Ligenübersicht DFB       | Ligenübersicht DFB        |
| ------------------ | ------------------------ | ------------------------- |
| 1991–1992          | Bezirksliga Potsdam      | 5. Liga                   |
| 1992–2000          | Landesliga Brandenburg   | 5. Liga/6. Liga (ab 1994) |
| 2000–2001          | Verbandsliga Brandenburg | 5. Liga                   |
| 2001–2007          | Oberliga Nordost         | 4. Liga                   |
| 2007–2008          | Brandenburg-Liga         | 5. Liga                   |
| 2008–2009          | Landesliga Brandenburg   | 7. Liga                   |
| 2009–2021          | Brandenburg-Liga         | 6. Liga                   |
| 2021–2023          | Oberliga Nordost         | 5. Liga                   |
| 2023–2025          | Brandenburg-Liga         | 6. Liga                   |

### Erfolge
DFV
Liga
- Bezirksmeister Potsdam (Staffel Nord): 1980
- Bezirksvizemeister Potsdam (Staffel Nord): 1978, 1981

Pokal
- Bezirkspokalsieger Potsdam: 1980
- Teilnahme am FDGB-Pokal: 1980

 DFB
Liga
- Aufstieg in die Oberliga Nordost: 2001, 2021
- Vizemeister Oberliga Nordost (Staffel Nord): 2005, 2006
- Brandenburgischer Landesmeister: 2001
- Vizemeister Brandenburg-Liga: 2013, 2019, 2020
- Rang 49 in der Ewigen Tabelle der Oberliga Nordost
- Rang 9 in der Ewigen Tabelle der Brandenburg-Liga

Pokal
- Brandenburgischer Landespokalsieger: 2005
- Landespokalfinalist Brandenburg: 2006
- Teilnahme am DFB-Pokal: 2006

## Stadion
Ihre Heimspiele bestreitet die Fußballmannschaft des MSV im Volksparkstadion, das bis zu 5300 Zuschauer aufnehmen kann.

## Personen
- Andreas Biermann (1980–2014)
- Dietmar Bletsch (* 1964)
- Björn Brunnemann (* 1980)
- Pauline Deutsch (* 2004)
- Dietmar Drabow (* 1963)
- Frank Jeske (1960–1994)
- Malte Karbstein (* 1998)
- Susann Kunkel (* 1983)
- Frank Lieberam (* 1962)
- Vadims Logins (* 1981)
- Sebastian Mielitz (* 1989)
- Christian Schreier (* 1959)
- Marian Unger (* 1983)
- Georgi Wassilew (* 1946)
- Detlef Zimmer (* 1953)